# ألكسيس غليك
ألكسيس غليك (بالإنجليزية: Alexis Glick) هي صحفية أمريكية، ولدت في 7 أغسطس 1972 في نيويورك في الولايات المتحدة.

## وصلات خارجية
- الموقع الرسمي
- ألكسيس غليك على موقع IMDb (الإنجليزية)
- ألكسيس غليك على موقع إن إن دي بي (الإنجليزية)